# 約翰遜 (明尼蘇達州)
約翰遜（英語：Johnson）是一個位於美國明尼蘇達州大石湖縣的城市。

## 人口
根據2020年美國人口普查的數據，約翰遜的面積為0.80平方千米，當中陸地面積為0.80平方千米，而水域面積為0.00平方千米。當地共有人口24人，而人口密度為每平方千米30人。